# Socialdemòcrates d'Åland
Els Socialdemòcrates d'Åland (en suec Ålands Socialdemokrater) són un partit polític d'ideologia social demòcrata de les Illes Åland fundat el 1971.
A les últimes eleccions, el partit va obtenir el 12,8% dels vots i 4 dels 30 escons del Parlament d'Åland.

## Resultats electorals

### Parlament d'Åland[3]
| Elecció | Vots  | %    | Escons | +/- | Lloc |
| ------- | ----- | ---- | ------ | --- | ---- |
| 1975    | 1.371 | 14.4 | 5 / 30 | Nou | 3r   |
| 1979    | 1.125 | 12.0 | 3 / 30 | 2   | 4t   |
| 1983    | 1.717 | 16.5 | 5 / 30 | 2   | 4t   |
| 1987    | 1.489 | 14.0 | 4 / 30 | 1   | 4t   |
| 1991    | 1.564 | 14.5 | 4 / 30 | =   | 4t   |
| 1995    | 1.711 | 15.2 | 4 / 30 | =   | 4t   |
| 1999    | 1.427 | 11.8 | 3 / 30 | 1   | 5è   |
| 2003    | 2.340 | 19.0 | 6 / 30 | 3   | 3r   |
| 2007    | 1.513 | 11.8 | 3 / 30 | 3   | 4t   |
| 2011    | 2.404 | 18.5 | 6 / 30 | 3   | 3r   |
| 2015    | 2.188 | 17.4 | 5 / 30 | 1   | 4t   |
| 2019    | 1.312 | 9,1  | 3 / 30 | 2   | 5è   |
| 2023    | 1.801 | 12.8 | 4 / 30 | 1   | 4t   |

### Eleccions locals
| Any  | Vots  | %     | Regidors |
| ---- | ----- | ----- | -------- |
| 1995 | 1,491 | 13.1% | 13       |
| 1999 | 1,332 | 10.9% | 10       |
| 2003 | 1,967 | 15.7% | 18       |
| 2007 | 1,703 | 12.8% | 14       |
| 2011 | 2,245 | 16.7% | 17       |
| 2015 | 2,124 | 14,6% | 15       |